# Cinara cuneomaculata
Cinara cuneomaculata är en insektsart som först beskrevs av Del Guercio 1909. Enligt Catalogue of Life ingår Cinara cuneomaculata i släktet Cinara och familjen långrörsbladlöss, men enligt Dyntaxa är tillhörigheten istället släktet Cinara och familjen barkbladlöss. Enligt den finländska rödlistan är arten sårbar i Finland. Arten är reproducerande i Sverige. Artens livsmiljö är parker, gårdsplaner och trädgårdar. Inga underarter finns listade i Catalogue of Life.